# Makrádes
Makrádes (Makrades) är en ort i Grekland.   Den ligger i prefekturen Nomós Kerkýras och regionen Joniska öarna, i den västra delen av landet, 400 km nordväst om huvudstaden Aten. Makrádes ligger 378 meter över havet och antalet invånare är 244. Den ligger på ön Korfu.
Terrängen runt Makrádes är kuperad österut, men åt nordväst är den platt. Havet är nära Makrádes åt sydväst. Runt Makrádes är det ganska tätbefolkat, med 214 invånare per kvadratkilometer. Närmaste större samhälle är Agios Georgis, 3,9 km norr om Makrádes. I omgivningarna runt Makrádes växer i huvudsak blandskog.